# أوموس
أوموس (مواليد 16 مايو 1994) هو مصارع محترف أمريكي -نيجيري ولاعب كرة سلة سابق،يعمل حالياً في دبليو دبليو إي حيث يصارع في عرض راو.

## وصلات خارجية
- أوموس على موقع كلية كرة السلة في سبورتس رفرنس.كوم (الإنجليزية)
- أوموس على موقع ريلجم (الإنجليزية)
- أوموس على موقع دبليو دبليو إي (الإنجليزية)
- أوموس على موقع WrestlingData.com (الإنجليزية)
- أوموس على موقع CageMatch worker (الإنجليزية)
- أوموس على موقع قاعدة بيانات المصارعة على الإنترنت (الإنجليزية)
- أوموس على موقع عالم المصارعة على الإنترنت (الإنجليزية)